# Szemonaicha
Szemonaicha (kaz. i ros.: Шемонаиха) – miasto w północno-wschodnim Kazachstanie, w obwodzie wschodniokazachstańskim, nad Ubą, siedziba administracyjna rejonu Szemonaicha. W 2009 roku liczyło ok. 19 tys. mieszkańców. Ośrodek przemysłu drzewnego, materiałów budowlanych i środków transportu.
Miejscowość otrzymała prawa miejskie w 1961 roku.